# Resolució 278 del Consell de Seguretat de les Nacions Unides
La Resolució 278 del Consell de Seguretat de les Nacions Unides fou adoptada per unanimitat l'11 de maig de 1970. Després de les declaracions dels representants de l'Iran i del Regne Unit, el Consell va aprovar l'informe del Representant Personal del Secretari General i va aprovar les seves conclusions, en particular la constatació que "la immensa majoria dels habitants de Bahrain desitgen obtenir el reconeixement de la seva identitat en un Estat totalment independent i sobirà per decidir per si mateix les seves relacions amb altres estats".
Després de la Segona Guerra Mundial Bahrain va esdevenir el centre de l'administració britànica al Golf Pèrsic inferior. El 1968, quan el Govern britànic va anunciar la seva decisió de posar fi a les relacions de tractats amb els emirats del Golf Pèrsic, Bahrain es va unir amb Qatar i els set Estats de la Treva (que ara formen els Emirats Àrabs Units) sota la protecció britànica en un esforç per formar una unió de emirats àrabs. A mitjan 1971, però, els nou xeics encara no havien acordat els termes de la unió. D'acord amb això, Bahrain va buscar la independència com a entitat separada i va declarar la seva independència el 15 d'agost de 1971, convertir-se formalment en l'Estat de Bahrain el 16 de desembre de 1971.